# Big Cola
Big Cola (estilizado como BIG COLA) es una serie de bebidas gaseosas pertenecientes al grupo peruano Aje. Se comenzó a vender en 1988 por la familia Añaños en la ciudad de Ayacucho, Perú, bajo el nombre de Kola Real. Big Cola no solamente se comercializa en Perú, también en Canadá, El Salvador, Guatemala, Italia, Alemania, Tailandia, Estados Unidos, Colombia, Ecuador, Chile, México, Brasil, Venezuela, Nicaragua, Cuba, Costa Rica, India, Haití, España, Nigeria, Egipto, Indonesia, el Reino Unido, Francia, Japón, Malasia, China, Vietnam, Laos, Birmania, la República Dominicana, Bolivia, Honduras, Panamá y Madagascar.

## Historia
En 1988, la familia Añaños creó una gaseosa llamada Kola Real en la ciudad de Ayacucho, Perú. Un grupo de seis hermanos y sus padres crearon la empresa en el patio de su casa para lograr más ingresos, debido a que no podían vivir de su fuente normal, la agricultura, porque el terrorismo asolaba al Perú en ese tiempo y era difícil obtener el sembrío.
La marca comenzó su internacionalización con Venezuela en 1999, para lo cual decidieron repartirse la tarea entre los Añaños-Alcázar (ISM) y los Añaños-Jerí (Aje). Para ello estos últimos cambiaron el nombre a Big Cola, mientras que los primeros la distribuyeron como Kola Real.
Sin embargo, para el Perú, tanto Aje como ISM continuaron fabricando la marca KR (Kola Real) hasta el año 2017. Desde ese año, ambas compañías acordaron separar las marcas: ISM embotella con la denominación de KR, mientras que de Big se encarga Aje. Hoy en día ambas bebidas compiten en todo el país (incluyendo Lima), dejando atrás el acuerdo territorial que tenían entre ambas marcas, y, aunque ambas comparten una misma historia, no guardan relación en la actualidad.

## Auspicios
El 4 de octubre de 2010, Ajegroup se convirtió en socio regional del último campeón mundial de clubes, Fútbol Club Barcelona, tras firmar en el Camp Nou un convenio para patrocinar al club con la marca Big Cola en los próximos 12 meses.
En el mismo año 2010, llegó a convertirse en el socio de la Federación de Fútbol Inglés, usando la imagen de Joe Hart portero de la selección inglesa y del Manchester City en la región de Asia, con el fin de promocionar su imagen y obtener un mayor números de adeptos en el continente.
Posteriormente se convirtió en auspiciador de los clubes Emelec y Aucas, del fútbol ecuatoriano.
Desde 2023 es auspiciador oficial de la selección peruana de fútbol.

## Presencia internacional
Big Cola tiene ahora presencia en muchos países de América Latina, expandiéndose a Ecuador, Venezuela (inicialmente), México, Costa Rica, Panamá, Guatemala, Honduras, Bolivia, Colombia y Chile. Se debe en parte a que no trabajan con el sistema normal de franquicias, sino que son los hermanos los que en conjunto se «autofranquician» realizando proyectos de apertura de instalaciones propias.

### México
En el municipio de Huejotzingo al noroeste de la ciudad de Puebla (México), en la zona industrial (Corredor Industrial Quetzalcóatl), se encuentra la llamada megaplanta de Ajemex. La planta tiene cuatro líneas de embotellado totalmente automatizadas y una quinta se encuentra en prueba. Casi no existe un personal al interior de la misma, por la presencia de gigantescos robots que realizan gran parte del trabajo. Big Cola fue introducida en México a principios de 2004.

### Asia
En países como la India, la marca Big Cola es empleada en sectores de bajos recursos.
Big Cola es consumida rutinariamente por aproximadamente cien millones de personas en Indonesia, Tailandia, Vietnam, India y otras naciones.